# 修得 (単位)
日本の高等学校において修得（しゅうとく）とは、ある科目について学習の成果が認められることを言う。

## 概要
2003年に施行された高等学校学習指導要領（以下、学習指導要領）においては、科目を履修した結果、その成果が満足できると認められれば、単位の修得が認められることとなっている。また、総合的な学習の時間においては、その学習活動の成果が満足できると認められれば、修得が認められることとなっている。
学習指導要領によれば、高等学校の卒業までに最低限修得すべき単位数は、必履修科目を含め、74単位である。
なお、高等学校長は36単位まで、在籍校外での学修（他高校、専修学校、大学等での履修、ボランティア活動、インターンシップおよびスポーツ又は文化に関する分野における活動）や高等学校卒業程度認定試験の成果について単位修得の認定をすることができる。